# Alex Blum

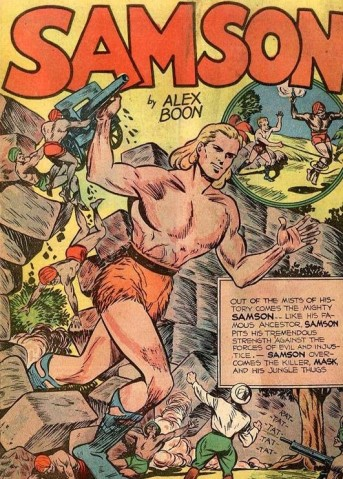
Página de Samson Comics # 1 (1940), Fox Feature Sindycate

Alexander Anthony Blum (2 de julho de 1889 -  1 de setembro de 1969 (80 anos)) foi um ilustrador de histórias em quadrinhos, mais lembrado por suas contribuições para a revista Classics Illustrated (1941-1971).  Nascido na Hungria, Blum estudou  na National Academy of Design, em Nova York , antes de assinar com o estúdio Eisner & Iger. Nas década de 1930 e 1940, trabalhou na Fox Feature Syndicate, Quality Comics, e Fiction House . Mais tarde, ele ilustrou vinte e cinco edições da revista Classics Illustrated.